# Byrrhodes intermedius
Byrrhodes intermedius là một loài bọ cánh cứng thuộc chi Byrrhodes trong họ Ptinidae.